# Слоны (картина Сальвадора Дали)
«Слоны» — картина испанского художника Сальвадора Дали, написанная в 1948 году.

## Описание
Два слона, идущих навстречу друг другу на ногах-ходулях на фоне заката. Впервые подобный слон был изображён художником на картине Сон, вызванный полётом пчелы вокруг граната за секунду до пробуждения. Считается, что обелиски на спинах слонов были вдохновлены скульптурой Джованни Лоренцо Бернини в Риме, изображающей слона, несущего древний обелиск.